# Double (Baseball)

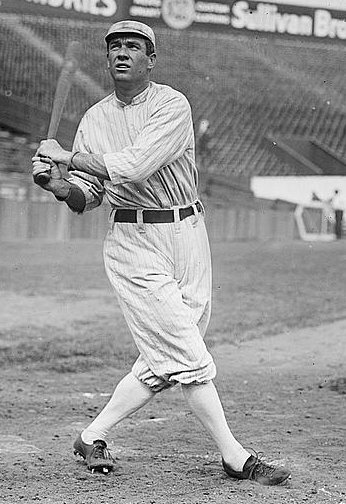
Tris Speaker, der von 1907 bis 1928 spielte, erzielte mit 792 die meisten Doubles in der Geschichte der Major League Baseball.

Im Baseball ist ein Double der Schlag eines Schlagmanns (Batter), der den geworfenen Ball trifft, ihn auf reguläre Weise ins Spiel bringt und mit dem der Batter sicher die zweite Base erreicht, ohne vom Schiedsrichter (Umpire) als Out bezeichnet zu werden. Des Weiteren darf für die Wertung des Schlags als Double dem Spielzug kein Error eines Feldspielers zugrunde liegen oder die Base lediglich durch eine sog. Fielder’s Choice erreicht worden sein, wobei ein anderer Spieler durch das verteidigende Team aus dem Spiel genommen wurde. Ein Double ist eine Art von Hit (die anderen sind Single, Triple und Home Run) und wird manchmal auch als „Two-Bagger“ oder „Two-Base Hit“ bezeichnet. Für statistische und Scoring-Zwecke wird er mit 2B bezeichnet.

## Beschreibung
Ein Double ist in der Regel ein gut geschlagener Ball ins Outfield, der den Bereich zwischen dem Center Fielder und einem der Corner Outfielder findet, von der Outfield-Wand abprallt und ins Spielfeld fällt oder eine der beiden Foul-Linien hochgeschlagen wird. Um viele Doubles zu schlagen, muss ein Schlagmann über eine gute Schlagfertigkeit und Kraft verfügen; außerdem ist es hilfreich, gut genug zu laufen, um einem Wurf aus dem Feld zur zweiten Base zuvorzukommen.
Doubles führen in der Regel zu Runs von der dritten Base, der zweiten Base und manchmal sogar von der ersten Base aus. Bei der Berechnung der Total Bases und Slugging-Prozentsätzen wird die Zahl zwei für die Berechnung verwendet.
Mannschaften stellen ihre Feldspieler manchmal in einer „no doubles“ Aufstellung auf, um das Schlagen von Doubles zu verhindern, d. h.
- Outfielder spielen relativ tief, um die Chance zu minimieren, dass ein als Flugball (flyball) geschlagener Ball hinter ihnen landet.
- Corner Infielder spielen nahe an den Foullinien, um die Chance zu minimieren, dass ein am Boden geschlagener Ball (Groundball) an ihnen vorbeikommt und weit in eine Outfield-Ecke rollt.

Diese defensive Ausrichtung ist typischerweise gegen Ende eines Spiels zu sehen, wenn die Mannschaft auf dem Feld mit einem oder zwei Runs in Führung liegt.
Bekannte Double Hitter erhalten gelegentlich einen Spitznamen, der sich auf ihre Doppelschläge bezieht, z. B. Mitchy Two Bags (Mitch Moreland) und „Tony Two Bags“ (Anthony Rendon).

### Ground rule double
Wenn ein geschlagener Ball fair geschlagen wird aber aus dem Spiel springt (z. B. unerreichbar in die Zuschauer verspringt), wird vom Umpire ein Two-Base-Hit vergeben, der als Ground Rule Double bezeichnet. Der Batter erhält hierauf die zweite Base zugewiesen und alle Läufer rücken von der Base, auf der sie sich zum Zeitpunkt des Schlags befanden, um zwei Bases vor. Vor 1931 galten solche Treffer als Homeruns. Ein Two-Base-Hit, der erzielt wird, weil der Schlagmann in eine in den Grundregeln festgelegte Sondersituation gerät, wird ebenfalls als Ground Rule Double definiert. Ein Beispiel hierfür ist das Wrigley Field in Chicago, wo die Regeln einen Ground Rule Double gewähren, wenn ein geschlagener Ball in den Ranken der Tribünenwand im Außenfeld verloren geht. Im Hubert H. Humphrey Metrodome in Minneapolis sprachen die Schiedsrichter Dave Kingman in einem Spiel von 1984 ein Ground Rule Double zu, als ein von ihm geschlagener Ball im Dach stecken blieb, obwohl es zu dieser Zeit im Metrodome keine spezielle Ground Rule für diese Situation gab.

## Rekorde in der Major League Baseball

### Karriererekorde
Der Rekordhalter bei den Doubles ist Tris Speaker mit 792. Die folgenden Spieler sind die 10 besten Double-Hitter der Major League Baseball (MLB) aller Zeiten:
1. Tris Speaker – 792
2. Pete Rose – 746
3. Stan Musial – 725
4. Ty Cobb – 724
5. Albert Pujols – 669
6. Craig Biggio – 668
7. George Brett – 665
8. Nap Lajoie – 657
9. Carl Yastrzemski – 646
10. Honus Wagner – 640

Derek Jeter hat die meisten Doubles (32) in der Geschichte der Postseason erzielt.

### Saisonrekorde
Nur fünf Spieler in der Geschichte der Major League haben mindestens dreimal 50 oder mehr Doubles in einer Saison erzielt: Tris Speaker (1912, 1920-21, 1923, 1926), Paul Waner (1928, 1932, 1936), Stan Musial (1944, 1946, 1953), Brian Roberts (2004 2008-09) und Albert Pujols (2003-04 2012).
Spieler mit den meisten Doubles innerhalb einer Saison:
1. Earl Webb (1931) – 67
2. George Burns (1926) – 64
3. Joe Medwick (1936) – 64
4. Hank Greenberg (1934) – 63
5. Paul Waner (1932) – 62
6. Charles Gehringer (1936) – 60

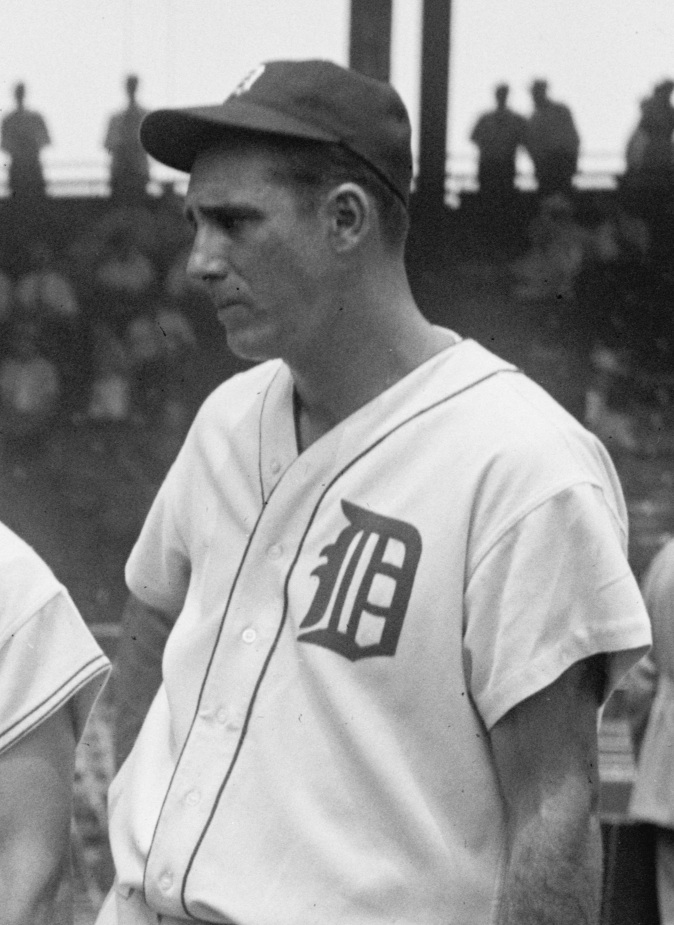
Hank Greenberg, Hall of Famer und 2-facher MVP

Drei Spieler haben in einer einzigen Postseason acht Doubles erzielt: Albert Pujols und David Freese (beide 2011) sowie Ben Zobrist (2015).

### Rekorde pro Einzelspiel
Die meisten Doubles eines Spielers in einem Major-League-Spiel sind vier. Dies wurde mehr als 40 Mal erreicht, zuletzt am 14. August 2021 von Kevin Newman für die Pittsburgh Pirates gegen die Milwaukee Brewers. Nur zwei Spieler – Billy Werber und Albert Belle – haben dieses Kunststück zweimal geschafft. Johnny Damon und Shannon Stewart sind die einzigen Spieler, die in einem Interleague Game vier Doubles erzielt haben, und zwar in verschiedenen Spielen am 18. Juli 2000. Die St. Louis Cardinals haben die meisten Doubles eines Teams in einem Spiel erzielt: Sie erzielten 13 Doubles bei einem 17:13-Sieg gegen die Chicago Cubs am 12. Juli 1931 im zweiten Spiel eines Doubleheaders.
Frank Isbell von den Chicago White Sox erzielte in Spiel 5 der World Series 1906 vier Doubles, das einzige Mal, dass dies in der Postseason gelang. Freddy Sanchez war der erste Spieler, der bei seinen ersten drei Auftritten in der World Series drei Doubles erzielte, und zwar in Spiel 1 der World Series 2010. Später im Spiel erreichte Sanchez die zweite Base durch einen Base-Hit, der zunächst als Double gewertet wurde, was Isbells Rekorde in der World Series und in der Nachsaison eingestellt hätte; das Spiel wurde später jedoch als Single und Error gewertet. Der einzige Spieler, der zweimal drei Doubles in einem Postseason-Spiel erzielt hat, ist Albert Pujols, beide Male in der Postseason 2011. Die meisten Doubles in einem Postseason-Spiel beider Teams zusammen sind 13, von den New York Yankees und den Boston Red Sox in Spiel 3 der ALCS 2004. Bisher gab es 13 Postseason-Spiele, die mit einem Walk-Off-Double endeten; das letzte wurde von Carlos Correa von den Houston Astros in Spiel 2 der ALCS 2017 erzielt. Die World Series von 1924 und 1929 wurden beide durch einen RBI-Double am Ende des Spiels gewonnen.
Neun Spieler haben in einem All-Star Game zwei Doubles erzielt, zuletzt Jonathan Lucroy in der Ausgabe 2014.

### Doubles in aufeinanderfolgenden Spielen
Bo Bichette hält mit neun den Rekord für erzielte Doubles in aufeinanderfolgenden Spielen, aufgestellt in 2019.

### Pitching
Unter den MLB-Pitchern hat Earl Whitehill von den Washington Senators die meisten Doubles in einem Spiel zugelassen. Die Detroit Tigers erzielten am 10. Juli 1935 10 Doubles gegen ihn. Robin Roberts hält den Rekord für die meisten zugelassenen Doubles in einer Saison (70 im Jahr 1953), während der Karriererekord mit 820 zugelassenen Doubles von Jamie Moyer gehalten wird.